# Eleições legislativas portuguesas de 2011 no distrito de Santarém
| Eleições legislativas portuguesas de 2011 Distritos: Aveiro \| Beja \| Braga \| Bragança \| Castelo Branco \| Coimbra \| Évora \| Faro \| Guarda \| Leiria \| Lisboa \| Portalegre \| Porto \| Santarém \| Setúbal \| Viana do Castelo \| Vila Real \| Viseu \| Açores \| Madeira \| Estrangeiro |

## Resultados por Concelho
Os resultados nos concelhos do Distrito de Santarém foram os seguintes:

### Abrantes
| Partido                 | Partido                        | Votos  | %               | +/-  |
| ----------------------- | ------------------------------ | ------ | --------------- | ---- |
|                         | Partido Socialista             | 6 917  | 32,39 / 100,00  | 6,62 |
|                         | Partido Social Democrata       | 6 642  | 31,10 / 100,00  | 8,74 |
|                         | CDS – Partido Popular          | 2 572  | 12,04 / 100,00  | 2,35 |
|                         | Coligação Democrática Unitária | 1 687  | 7,90 / 100,00   | 0,35 |
|                         | Bloco de Esquerda              | 1 528  | 7,15 / 100,00   | 6,65 |
|                         | PCTP/MRPP                      | 327    | 1,53 / 100,00   | 0,06 |
|                         | Outros                         | 775    | 3,63 / 100,00   |      |
| Votos Inválidos         | Votos Inválidos                | 908    | 4,25 / 100,00   | 1,10 |
| Total                   | Total                          | 21 356 | 100,00 / 100,00 |      |
| Eleitorado/Participação | Eleitorado/Participação        | 36 226 | 58,95 / 100,00  | 2,37 |

| Freguesia               | %     | %     | %     | %     | %     | %    | Votantes |
| Freguesia               | PS    | PSD   | CDS   | CDU   | BE    | PCTP | Votantes |
| ----------------------- | ----- | ----- | ----- | ----- | ----- | ---- | -------- |
| Abrantes (São João)     | 26,91 | 38,85 | 14,35 | 5,55  | 6,70  | 1,15 | 955      |
| Abrantes (São Vicente)  | 25,03 | 33,35 | 17,20 | 6,59  | 7,88  | 0,99 | 5 733    |
| Aldeia do Mato          | 12,87 | 76,95 | 4,79  | 0,90  | 0,60  | 0    | 334      |
| Alferrarede             | 28,32 | 34,23 | 15,05 | 6,68  | 6,97  | 1,25 | 2 080    |
| Alvega                  | 43,26 | 25,93 | 8,37  | 10,58 | 2,33  | 2,33 | 860      |
| Bemposta                | 44,77 | 23,75 | 8,21  | 9,09  | 5,87  | 1,56 | 1 023    |
| Carvalhal               | 29,01 | 43,00 | 9,53  | 4,26  | 4,87  | 1,22 | 493      |
| Concavada               | 51,69 | 16,10 | 9,04  | 5,93  | 7,91  | 1,13 | 354      |
| Fontes                  | 31,41 | 40,95 | 12,31 | 1,01  | 2,51  | 1,26 | 398      |
| Martinchel              | 26,91 | 42,78 | 10,76 | 2,27  | 5,10  | 1,98 | 353      |
| Mouriscas               | 26,21 | 35,07 | 10,15 | 10,54 | 5,62  | 3,05 | 1 015    |
| Pego                    | 40,95 | 19,06 | 9,13  | 10,66 | 9,69  | 2,34 | 1 238    |
| Rio de Moinhos          | 31,28 | 29,66 | 12,63 | 8,52  | 6,17  | 2,79 | 681      |
| Rossio ao Sul do Tejo   | 38,01 | 27,32 | 11,95 | 6,93  | 7,27  | 1,50 | 1 197    |
| São Facundo             | 46,15 | 16,53 | 6,38  | 11,29 | 10,80 | 1,96 | 611      |
| São Miguel do Rio Torto | 35,47 | 28,36 | 9,38  | 10,38 | 7,96  | 1,49 | 1 407    |
| Souto                   | 15,31 | 58,96 | 9,45  | 4,23  | 2,61  | 2,28 | 307      |
| Tramagal                | 38,34 | 25,20 | 7,03  | 11,41 | 9,78  | 1,63 | 1 964    |
| Vale das Mós            | 55,24 | 12,46 | 4,25  | 12,46 | 5,95  | 1,70 | 353      |
| Abrantes                | 32,39 | 31,10 | 12,04 | 7,90  | 7,15  | 1,53 | 21 356   |

### Alcanena
| Partido                 | Partido                        | Votos  | %               | +/-   |
| ----------------------- | ------------------------------ | ------ | --------------- | ----- |
|                         | Partido Social Democrata       | 3 203  | 41,35 / 100,00  | 12,52 |
|                         | Partido Socialista             | 1 740  | 22,46 / 100,00  | 10,28 |
|                         | CDS – Partido Popular          | 945    | 12,20 / 100,00  | 0,54  |
|                         | Coligação Democrática Unitária | 688    | 8,88 / 100,00   | 0,08  |
|                         | Bloco de Esquerda              | 473    | 6,11 / 100,00   | 5,00  |
|                         | PCTP/MRPP                      | 98     | 1,27 / 100,00   | 0,26  |
|                         | Outros                         | 258    | 3,33 / 100,00   |       |
| Votos Inválidos         | Votos Inválidos                | 342    | 4,42 / 100,00   | 1,13  |
| Total                   | Total                          | 7 747  | 100,00 / 100,00 |       |
| Eleitorado/Participação | Eleitorado/Participação        | 12 948 | 59,83 / 100,00  | 4,19  |

| Freguesia              | %     | %     | %     | %     | %    | %    | Votantes |
| Freguesia              | PSD   | PS    | CDS   | CDU   | BE   | PCTP | Votantes |
| ---------------------- | ----- | ----- | ----- | ----- | ---- | ---- | -------- |
| Alcanena               | 35,41 | 23,51 | 12,48 | 12,17 | 7,22 | 1,36 | 2 203    |
| Bugalhos               | 35,20 | 30,32 | 8,84  | 9,03  | 6,50 | 2,17 | 554      |
| Espinheiro             | 30,86 | 34,26 | 6,48  | 11,73 | 7,72 | 0,93 | 324      |
| Louriceira             | 27,73 | 25,23 | 11,84 | 13,08 | 9,35 | 1,56 | 321      |
| Malhou                 | 30,82 | 33,04 | 9,53  | 8,20  | 8,87 | 1,33 | 451      |
| Minde                  | 53,66 | 14,27 | 14,01 | 6,23  | 4,46 | 0,83 | 1 927    |
| Moitas Venda           | 55,71 | 15,64 | 11,60 | 3,34  | 4,75 | 0,70 | 569      |
| Monsanto               | 32,84 | 29,47 | 12,21 | 10,74 | 7,58 | 1,68 | 475      |
| Serra de Santo António | 59,01 | 13,51 | 16,89 | 1,35  | 1,35 | 0,45 | 444      |
| Vila Moreira           | 27,35 | 31,11 | 10,44 | 11,90 | 5,85 | 2,51 | 479      |
| Alcanena               | 41,35 | 22,46 | 12,20 | 8,88  | 6,11 | 1,27 | 7 747    |

### Almeirim
| Partido                 | Partido                               | Votos  | %               | +/-   |
| ----------------------- | ------------------------------------- | ------ | --------------- | ----- |
|                         | Partido Socialista                    | 3 409  | 31,39 / 100,00  | 7,46  |
|                         | Partido Social Democrata              | 3 276  | 30,16 / 100,00  | 10,11 |
|                         | CDS – Partido Popular                 | 1 353  | 12,46 / 100,00  | 1,43  |
|                         | Coligação Democrática Unitária        | 1 170  | 10,77 / 100,00  | 0,80  |
|                         | Bloco de Esquerda                     | 675    | 6,21 / 100,00   | 5,98  |
|                         | PCTP/MRPP                             | 220    | 2,03 / 100,00   | 0,36  |
|                         | Partido pelos Animais e pela Natureza | 109    | 1,00 / 100,00   | Novo  |
|                         | Outros                                | 236    | 2,18 / 100,00   |       |
| Votos Inválidos         | Votos Inválidos                       | 413    | 3,81 / 100,00   | 1,14  |
| Total                   | Total                                 | 10 861 | 100,00 / 100,00 |       |
| Eleitorado/Participação | Eleitorado/Participação               | 19 982 | 54,35 / 100,00  | 2,87  |

| Freguesia            | %     | %     | %     | %     | %    | %    | %    | Votantes |
| Freguesia            | PS    | PSD   | CDS   | CDU   | BE   | PCTP | PAN  | Votantes |
| -------------------- | ----- | ----- | ----- | ----- | ---- | ---- | ---- | -------- |
| Almeirim             | 26,19 | 34,00 | 14,82 | 9,35  | 6,87 | 1,86 | 1,11 | 6 011    |
| Benfica do Ribatejo  | 41,45 | 19,04 | 8,09  | 18,18 | 4,87 | 2,79 | 0,36 | 1 397    |
| Fazendas de Almeirim | 35,85 | 28,04 | 10,63 | 10,34 | 5,83 | 2,07 | 0,91 | 3 085    |
| Raposa               | 40,76 | 27,45 | 5,71  | 9,51  | 3,80 | 1,36 | 2,45 | 368      |
| Almeirim             | 31,39 | 30,16 | 12,46 | 10,77 | 6,21 | 2,03 | 1,00 | 10 861   |

### Alpiarça
| Partido                 | Partido                        | Votos | %               | +/-  |
| ----------------------- | ------------------------------ | ----- | --------------- | ---- |
|                         | Coligação Democrática Unitária | 1 373 | 34,70 / 100,00  | 1,81 |
|                         | Partido Socialista             | 994   | 25,12 / 100,00  | 5,34 |
|                         | Partido Social Democrata       | 736   | 18,60 / 100,00  | 7,81 |
|                         | CDS – Partido Popular          | 274   | 6,92 / 100,00   | 1,14 |
|                         | Bloco de Esquerda              | 179   | 4,52 / 100,00   | 5,13 |
|                         | PCTP/MRPP                      | 94    | 2,38 / 100,00   | 0,32 |
|                         | Outros                         | 131   | 3,32 / 100,00   |      |
| Votos Inválidos         | Votos Inválidos                | 176   | 4,45 / 100,00   | 1,09 |
| Total                   | Total                          | 3 957 | 100,00 / 100,00 |      |
| Eleitorado/Participação | Eleitorado/Participação        | 6 540 | 60,50 / 100,00  | 3,49 |

| Freguesia | %     | %     | %     | %    | %    | %    | Votantes |
| Freguesia | CDU   | PS    | PSD   | CDS  | BE   | PCTP | Votantes |
| --------- | ----- | ----- | ----- | ---- | ---- | ---- | -------- |
| Alpiarça  | 34,70 | 25,12 | 18,60 | 6,92 | 4,52 | 2,38 | 3 957    |
| Alpiarça  | 34,70 | 25,12 | 18,60 | 6,92 | 4,52 | 2,38 | 3 957    |

### Benavente
| Partido                 | Partido                               | Votos  | %               | +/-   |
| ----------------------- | ------------------------------------- | ------ | --------------- | ----- |
|                         | Partido Social Democrata              | 3 685  | 30,61 / 100,00  | 11,15 |
|                         | Partido Socialista                    | 2 940  | 24,42 / 100,00  | 7,87  |
|                         | Coligação Democrática Unitária        | 1 936  | 16,08 / 100,00  | 1,24  |
|                         | CDS – Partido Popular                 | 1 545  | 12,84 / 100,00  | 2,19  |
|                         | Bloco de Esquerda                     | 732    | 6,08 / 100,00   | 6,46  |
|                         | PCTP/MRPP                             | 277    | 2,30 / 100,00   | 0,08  |
|                         | Partido pelos Animais e pela Natureza | 164    | 1,36 / 100,00   | Novo  |
|                         | Outros                                | 288    | 2,39 / 100,00   |       |
| Votos Inválidos         | Votos Inválidos                       | 470    | 3,90 / 100,00   | 0,76  |
| Total                   | Total                                 | 12 037 | 100,00 / 100,00 |       |
| Eleitorado/Participação | Eleitorado/Participação               | 22 126 | 54,40 / 100,00  | 1,08  |

| Freguesia      | %     | %     | %     | %     | %    | %    | %    | Votantes |
| Freguesia      | PSD   | PS    | CDU   | CDS   | BE   | PCTP | PAN  | Votantes |
| -------------- | ----- | ----- | ----- | ----- | ---- | ---- | ---- | -------- |
| Barrosa        | 13,71 | 40,57 | 21,43 | 6,57  | 6,86 | 2,29 | 1,71 | 350      |
| Benavente      | 32,39 | 22,66 | 18,24 | 11,56 | 5,59 | 2,24 | 1,07 | 3 936    |
| Samora Correia | 29,82 | 25,07 | 14,70 | 13,60 | 6,57 | 2,20 | 1,56 | 6 862    |
| Santo Estêvão  | 35,55 | 20,92 | 15,07 | 15,07 | 4,16 | 3,37 | 1,01 | 889      |
| Benavente      | 30,61 | 24,42 | 16,08 | 12,84 | 6,08 | 2,30 | 1,36 | 12 037   |

### Cartaxo
| Partido                 | Partido                               | Votos  | %               | +/-   |
| ----------------------- | ------------------------------------- | ------ | --------------- | ----- |
|                         | Partido Social Democrata              | 3 786  | 30,89 / 100,00  | 10,11 |
|                         | Partido Socialista                    | 3 619  | 29,53 / 100,00  | 8,94  |
|                         | CDS – Partido Popular                 | 1 444  | 11,78 / 100,00  | 2,11  |
|                         | Coligação Democrática Unitária        | 1 264  | 10,31 / 100,00  | 0,16  |
|                         | Bloco de Esquerda                     | 811    | 6,62 / 100,00   | 6,84  |
|                         | PCTP/MRPP                             | 222    | 1,81 / 100,00   | 0,33  |
|                         | Partido pelos Animais e pela Natureza | 172    | 1,40 / 100,00   | Novo  |
|                         | Outros                                | 392    | 3,21 / 100,00   |       |
| Votos Inválidos         | Votos Inválidos                       | 547    | 4,47 / 100,00   | 0,85  |
| Total                   | Total                                 | 12 257 | 100,00 / 100,00 |       |
| Eleitorado/Participação | Eleitorado/Participação               | 20 797 | 58,94 / 100,00  | 1,71  |

| Freguesia           | %     | %     | %     | %     | %    | %    | %    | Votantes |
| Freguesia           | PSD   | PS    | CDS   | CDU   | BE   | PCTP | PAN  | Votantes |
| ------------------- | ----- | ----- | ----- | ----- | ---- | ---- | ---- | -------- |
| Cartaxo             | 35,18 | 25,52 | 14,05 | 9,16  | 6,19 | 1,22 | 1,69 | 5 489    |
| Ereira              | 21,58 | 33,88 | 7,10  | 17,49 | 9,29 | 2,19 | 1,37 | 366      |
| Lapa                | 33,02 | 29,38 | 11,69 | 7,74  | 6,32 | 2,05 | 0    | 633      |
| Pontével            | 24,81 | 36,23 | 8,56  | 10,41 | 7,99 | 2,37 | 1,54 | 2 277    |
| Valada              | 24,07 | 36,68 | 6,79  | 19,96 | 2,67 | 1,85 | 0,62 | 486      |
| Vale da Pedra       | 26,36 | 30,00 | 10,57 | 14,77 | 6,70 | 3,18 | 1,02 | 880      |
| Vale da Pinta       | 33,81 | 28,63 | 11,37 | 9,06  | 5,90 | 3,02 | 1,44 | 695      |
| Vila Chã de Ourique | 29,21 | 30,19 | 12,09 | 8,46  | 7,13 | 1,54 | 1,19 | 1 431    |
| Cartaxo             | 30,89 | 29,53 | 11,78 | 10,31 | 6,62 | 1,81 | 1,40 | 12 257   |

### Chamusca
| Partido                 | Partido                        | Votos | %               | +/-  |
| ----------------------- | ------------------------------ | ----- | --------------- | ---- |
|                         | Partido Socialista             | 1 630 | 31,99 / 100,00  | 5,58 |
|                         | Partido Social Democrata       | 1 336 | 26,22 / 100,00  | 9,57 |
|                         | Coligação Democrática Unitária | 820   | 16,09 / 100,00  | 2,06 |
|                         | CDS – Partido Popular          | 537   | 10,54 / 100,00  | 1,61 |
|                         | Bloco de Esquerda              | 266   | 5,22 / 100,00   | 6,50 |
|                         | PCTP/MRPP                      | 137   | 2,69 / 100,00   | 0,51 |
|                         | Outros                         | 190   | 3,71 / 100,00   |      |
| Votos Inválidos         | Votos Inválidos                | 180   | 3,53 / 100,00   | 0,73 |
| Total                   | Total                          | 5 096 | 100,00 / 100,00 |      |
| Eleitorado/Participação | Eleitorado/Participação        | 9 165 | 55,60 / 100,00  | 1,91 |

| Freguesia       | %     | %     | %     | %     | %    | %    | Votantes |
| Freguesia       | PS    | PSD   | CDU   | CDS   | BE   | PCTP | Votantes |
| --------------- | ----- | ----- | ----- | ----- | ---- | ---- | -------- |
| Carregueira     | 30,63 | 25,76 | 13,46 | 10,93 | 8,29 | 2,54 | 1 025    |
| Chamusca        | 24,16 | 26,33 | 19,71 | 13,90 | 6,33 | 2,76 | 1 705    |
| Chouto          | 37,60 | 29,46 | 8,53  | 12,40 | 1,94 | 3,10 | 258      |
| Parreira        | 33,98 | 43,93 | 5,34  | 6,07  | 1,46 | 3,40 | 412      |
| Pinheiro Grande | 37,45 | 22,29 | 14,94 | 10,82 | 4,11 | 2,60 | 462      |
| Ulme            | 50,15 | 22,55 | 7,42  | 6,53  | 2,37 | 2,08 | 674      |
| Vale de Cavalos | 27,86 | 19,82 | 32,68 | 6,61  | 4,82 | 2,86 | 560      |
| Chamusca        | 31,99 | 26,22 | 16,09 | 10,54 | 5,22 | 2,69 | 5 096    |

### Constância
| Partido                 | Partido                               | Votos | %               | +/-  |
| ----------------------- | ------------------------------------- | ----- | --------------- | ---- |
|                         | Partido Socialista                    | 681   | 30,93 / 100,00  | 8,48 |
|                         | Partido Social Democrata              | 587   | 26,66 / 100,00  | 9,58 |
|                         | Coligação Democrática Unitária        | 297   | 13,49 / 100,00  | 1,34 |
|                         | CDS – Partido Popular                 | 295   | 13,40 / 100,00  | 4,90 |
|                         | Bloco de Esquerda                     | 102   | 4,63 / 100,00   | 7,83 |
|                         | PCTP/MRPP                             | 40    | 1,82 / 100,00   | 0,03 |
|                         | Partido pelos Animais e pela Natureza | 25    | 1,14 / 100,00   | Novo |
|                         | Outros                                | 71    | 3,22 / 100,00   |      |
| Votos Inválidos         | Votos Inválidos                       | 104   | 4,72 / 100,00   | 1,23 |
| Total                   | Total                                 | 2 202 | 100,00 / 100,00 |      |
| Eleitorado/Participação | Eleitorado/Participação               | 3 467 | 63,51 / 100,00  | 3,15 |

| Freguesia                  | %     | %     | %     | %     | %    | %    | %    | Votantes |
| Freguesia                  | PS    | PSD   | CDU   | CDS   | BE   | PCTP | PAN  | Votantes |
| -------------------------- | ----- | ----- | ----- | ----- | ---- | ---- | ---- | -------- |
| Constância                 | 21,43 | 31,02 | 12,59 | 15,98 | 5,08 | 2,82 | 1,32 | 532      |
| Montalvo                   | 29,54 | 31,93 | 11,67 | 11,95 | 4,08 | 1,13 | 0,70 | 711      |
| Santa Margarida da Coutada | 37,23 | 20,33 | 15,33 | 13,03 | 4,80 | 1,77 | 1,36 | 959      |
| Constância                 | 30,93 | 26,66 | 13,49 | 13,40 | 4,63 | 1,82 | 1,14 | 2 202    |

### Coruche
| Partido                 | Partido                        | Votos  | %               | +/-   |
| ----------------------- | ------------------------------ | ------ | --------------- | ----- |
|                         | Partido Socialista             | 3 176  | 30,78 / 100,00  | 5,70  |
|                         | Partido Social Democrata       | 2 734  | 26,50 / 100,00  | 10,26 |
|                         | Coligação Democrática Unitária | 2 161  | 20,94 / 100,00  | 0,34  |
|                         | CDS – Partido Popular          | 1 004  | 9,73 / 100,00   | 0,58  |
|                         | Bloco de Esquerda              | 459    | 4,45 / 100,00   | 6,44  |
|                         | PCTP/MRPP                      | 204    | 1,98 / 100,00   | 0,24  |
|                         | Outros                         | 266    | 2,58 / 100,00   |       |
| Votos Inválidos         | Votos Inválidos                | 314    | 3,04 / 100,00   | 0,65  |
| Total                   | Total                          | 10 318 | 100,00 / 100,00 |       |
| Eleitorado/Participação | Eleitorado/Participação        | 18 293 | 56,40 / 100,00  | 2,82  |

| Freguesia            | %     | %     | %     | %     | %    | %    | Votantes |
| Freguesia            | PS    | PSD   | CDU   | CDS   | BE   | PCTP | Votantes |
| -------------------- | ----- | ----- | ----- | ----- | ---- | ---- | -------- |
| Biscainho            | 27,13 | 39,92 | 6,40  | 15,12 | 4,07 | 1,55 | 516      |
| Branca               | 34,74 | 31,97 | 14,34 | 7,63  | 2,37 | 2,37 | 760      |
| Coruche              | 29,76 | 32,12 | 13,27 | 11,66 | 5,49 | 1,91 | 4 409    |
| Couço                | 24,28 | 11,42 | 51,72 | 4,42  | 2,07 | 2,18 | 1 742    |
| Erra                 | 24,31 | 22,74 | 28,30 | 8,16  | 7,47 | 2,78 | 576      |
| Fajarda              | 36,99 | 19,91 | 18,67 | 11,76 | 5,20 | 2,04 | 884      |
| Santana do Mato      | 31,23 | 27,82 | 20,99 | 9,56  | 3,07 | 1,71 | 586      |
| São José da Lamarosa | 45,80 | 23,67 | 9,70  | 8,28  | 4,14 | 1,42 | 845      |
| Coruche              | 30,78 | 26,50 | 20,94 | 9,73  | 4,45 | 1,98 | 10 318   |

### Entroncamento
| Partido                 | Partido                        | Votos  | %               | +/-   |
| ----------------------- | ------------------------------ | ------ | --------------- | ----- |
|                         | Partido Social Democrata       | 3 436  | 32,18 / 100,00  | 9,15  |
|                         | Partido Socialista             | 2 632  | 24,65 / 100,00  | 6,33  |
|                         | CDS – Partido Popular          | 1 780  | 16,67 / 100,00  | 4,11  |
|                         | Bloco de Esquerda              | 957    | 8,96 / 100,00   | 10,21 |
|                         | Coligação Democrática Unitária | 854    | 8,00 / 100,00   | 0,43  |
|                         | PCTP/MRPP                      | 121    | 1,13 / 100,00   | 0,04  |
|                         | Outros                         | 350    | 3,27 / 100,00   |       |
| Votos Inválidos         | Votos Inválidos                | 549    | 5,14 / 100,00   | 1,64  |
| Total                   | Total                          | 10 679 | 100,00 / 100,00 |       |
| Eleitorado/Participação | Eleitorado/Participação        | 17 009 | 62,78 / 100,00  | 1,29  |

| Freguesia               | %     | %     | %     | %    | %    | %    | Votantes |
| Freguesia               | PSD   | PS    | CDS   | BE   | CDU  | PCTP | Votantes |
| ----------------------- | ----- | ----- | ----- | ---- | ---- | ---- | -------- |
| Nossa Senhora de Fátima | 33,93 | 22,30 | 17,71 | 9,25 | 6,75 | 1,17 | 6 077    |
| São João Baptista       | 29,86 | 27,75 | 15,30 | 8,58 | 9,65 | 1,09 | 4 602    |
| Entroncamento           | 32,18 | 24,65 | 16,67 | 8,96 | 8,00 | 1,13 | 10 679   |

### Ferreira do Zêzere
| Partido                 | Partido                        | Votos | %               | +/-   |
| ----------------------- | ------------------------------ | ----- | --------------- | ----- |
|                         | Partido Social Democrata       | 2 644 | 52,30 / 100,00  | 12,59 |
|                         | Partido Socialista             | 1 171 | 23,17 / 100,00  | 8,50  |
|                         | CDS – Partido Popular          | 461   | 9,12 / 100,00   | 3,08  |
|                         | Bloco de Esquerda              | 176   | 3,48 / 100,00   | 2,91  |
|                         | Coligação Democrática Unitária | 129   | 2,55 / 100,00   | 0,02  |
|                         | Outros                         | 226   | 4,47 / 100,00   |       |
| Votos Inválidos         | Votos Inválidos                | 248   | 4,91 / 100,00   | 0,31  |
| Total                   | Total                          | 5 055 | 100,00 / 100,00 |       |
| Eleitorado/Participação | Eleitorado/Participação        | 8 100 | 62,41 / 100,00  | 1,30  |

| Freguesia             | %     | %     | %     | %    | %    | Votantes |
| Freguesia             | PSD   | PS    | CDS   | BE   | CDU  | Votantes |
| --------------------- | ----- | ----- | ----- | ---- | ---- | -------- |
| Águas Belas           | 41,57 | 34,01 | 7,56  | 3,92 | 3,20 | 688      |
| Areias                | 62,16 | 14,25 | 10,42 | 1,80 | 1,68 | 835      |
| Beco                  | 60,00 | 22,14 | 6,96  | 1,79 | 1,79 | 560      |
| Chãos                 | 66,18 | 13,12 | 9,91  | 1,46 | 1,75 | 343      |
| Dornes                | 50,41 | 31,68 | 7,71  | 2,48 | 0,83 | 363      |
| Ferreira do Zêzere    | 43,48 | 24,28 | 11,24 | 5,31 | 3,98 | 1 281    |
| Igreja Nova do Sobral | 62,24 | 17,86 | 5,10  | 4,85 | 0,77 | 392      |
| Paio Mendes           | 41,35 | 28,21 | 11,86 | 4,81 | 5,45 | 312      |
| Pias                  | 58,01 | 23,13 | 7,12  | 2,85 | 1,07 | 281      |
| Ferreira do Zêzere    | 52,30 | 23,17 | 9,12  | 3,48 | 2,55 | 5 055    |

### Golegã
| Partido                 | Partido                        | Votos | %               | +/-   |
| ----------------------- | ------------------------------ | ----- | --------------- | ----- |
|                         | Partido Social Democrata       | 799   | 29,16 / 100,00  | 10,91 |
|                         | Partido Socialista             | 691   | 25,22 / 100,00  | 7,75  |
|                         | CDS – Partido Popular          | 425   | 15,51 / 100,00  | 2,66  |
|                         | Coligação Democrática Unitária | 405   | 14,78 / 100,00  | 1,09  |
|                         | Bloco de Esquerda              | 170   | 6,20 / 100,00   | 7,12  |
|                         | PCTP/MRPP                      | 60    | 2,19 / 100,00   | 0,08  |
|                         | Outros                         | 95    | 3,46 / 100,00   |       |
| Votos Inválidos         | Votos Inválidos                | 95    | 3,47 / 100,00   | 1,43  |
| Total                   | Total                          | 2 740 | 100,00 / 100,00 |       |
| Eleitorado/Participação | Eleitorado/Participação        | 4 726 | 57,98 / 100,00  | 3,74  |

| Freguesia | %     | %     | %     | %     | %    | %    | Votantes |
| Freguesia | PSD   | PS    | CDS   | CDU   | BE   | PCTP | Votantes |
| --------- | ----- | ----- | ----- | ----- | ---- | ---- | -------- |
| Azinhaga  | 19,30 | 27,31 | 11,29 | 26,94 | 6,19 | 3,03 | 824      |
| Golegã    | 33,40 | 24,32 | 17,33 | 9,55  | 6,21 | 1,83 | 1 916    |
| Golegã    | 29,16 | 25,22 | 15,51 | 14,78 | 6,20 | 2,19 | 2 740    |

### Mação
| Partido                 | Partido                        | Votos | %               | +/-  |
| ----------------------- | ------------------------------ | ----- | --------------- | ---- |
|                         | Partido Social Democrata       | 2 312 | 46,90 / 100,00  | 8,94 |
|                         | Partido Socialista             | 1 391 | 28,22 / 100,00  | 7,72 |
|                         | CDS – Partido Popular          | 467   | 9,47 / 100,00   | 1,24 |
|                         | Bloco de Esquerda              | 204   | 4,14 / 100,00   | 3,58 |
|                         | Coligação Democrática Unitária | 164   | 3,33 / 100,00   | 0,22 |
|                         | Outros                         | 207   | 4,19 / 100,00   |      |
| Votos Inválidos         | Votos Inválidos                | 185   | 3,75 / 100,00   | 0,64 |
| Total                   | Total                          | 4 930 | 100,00 / 100,00 |      |
| Eleitorado/Participação | Eleitorado/Participação        | 7 219 | 68,29 / 100,00  | 3,19 |

| Freguesia  | %     | %     | %     | %    | %    | Votantes |
| Freguesia  | PSD   | PS    | CDS   | BE   | CDU  | Votantes |
| ---------- | ----- | ----- | ----- | ---- | ---- | -------- |
| Aboboreira | 49,37 | 28,97 | 10,33 | 2,52 | 1,26 | 397      |
| Amêndoa    | 52,79 | 22,59 | 10,66 | 2,03 | 0,76 | 394      |
| Cardigos   | 63,95 | 13,29 | 13,29 | 2,89 | 0,92 | 760      |
| Carvoeiro  | 50,61 | 30,02 | 5,33  | 2,42 | 2,18 | 413      |
| Envendos   | 45,92 | 30,66 | 8,46  | 3,78 | 3,17 | 662      |
| Mação      | 39,24 | 31,68 | 8,78  | 6,91 | 5,54 | 1 389    |
| Ortiga     | 36,04 | 36,59 | 7,05  | 3,25 | 7,05 | 369      |
| Penhascoso | 42,31 | 33,70 | 10,44 | 3,85 | 2,93 | 546      |
| Mação      | 46,90 | 28,22 | 9,47  | 4,14 | 3,33 | 4 930    |

### Ourém
| Partido                 | Partido                        | Votos  | %               | +/-   |
| ----------------------- | ------------------------------ | ------ | --------------- | ----- |
|                         | Partido Social Democrata       | 15 559 | 61,31 / 100,00  | 13,79 |
|                         | CDS – Partido Popular          | 3 382  | 13,33 / 100,00  | 2,29  |
|                         | Partido Socialista             | 3 265  | 12,87 / 100,00  | 10,26 |
|                         | Bloco de Esquerda              | 685    | 2,70 / 100,00   | 2,97  |
|                         | Coligação Democrática Unitária | 530    | 2,09 / 100,00   | 0,13  |
|                         | Outros                         | 815    | 3,21 / 100,00   |       |
| Votos Inválidos         | Votos Inválidos                | 1 141  | 4,49 / 100,00   | 0,92  |
| Total                   | Total                          | 25 377 | 100,00 / 100,00 |       |
| Eleitorado/Participação | Eleitorado/Participação        | 43 528 | 58,30 / 100,00  | 0,46  |

| Freguesia                       | %     | %     | %     | %    | %    | Votantes |
| Freguesia                       | PSD   | CDS   | PS    | BE   | CDU  | Votantes |
| ------------------------------- | ----- | ----- | ----- | ---- | ---- | -------- |
| Alburitel                       | 49,58 | 9,89  | 22,42 | 4,74 | 2,92 | 718      |
| Atouguia                        | 65,71 | 10,26 | 11,45 | 2,67 | 2,81 | 1 423    |
| Casal dos Bernardos             | 68,90 | 13,06 | 7,73  | 0,86 | 1,20 | 582      |
| Caxarias                        | 56,73 | 13,81 | 17,03 | 3,82 | 2,95 | 1 151    |
| Cercal                          | 68,06 | 14,14 | 8,20  | 2,09 | 0    | 573      |
| Espite                          | 62,33 | 10,50 | 13,00 | 2,83 | 1,17 | 600      |
| Fátima                          | 66,88 | 15,47 | 7,73  | 2,11 | 1,28 | 6 017    |
| Formigais                       | 68,69 | 6,07  | 14,95 | 1,87 | 2,80 | 214      |
| Freixianda                      | 69,56 | 11,92 | 10,91 | 1,01 | 0,86 | 1 393    |
| Gondemaria                      | 71,59 | 11,00 | 6,69  | 2,23 | 1,25 | 718      |
| Matas                           | 68,48 | 14,60 | 7,76  | 1,86 | 1,09 | 644      |
| Nossa Senhora da Piedade        | 48,27 | 13,40 | 21,43 | 3,97 | 4,08 | 3 551    |
| Nossa Senhora das Misericórdias | 59,85 | 12,60 | 12,16 | 3,27 | 2,65 | 2 755    |
| Olival                          | 60,36 | 12,29 | 15,89 | 2,13 | 1,88 | 1 221    |
| Ribeira do Fárrio               | 76,82 | 9,34  | 5,02  | 1,90 | 1,73 | 578      |
| Rio de Couros                   | 70,14 | 12,72 | 8,85  | 1,38 | 1,01 | 1 085    |
| Seiça                           | 41,32 | 14,84 | 27,43 | 3,47 | 1,82 | 1 152    |
| Urqueira                        | 57,29 | 16,67 | 9,68  | 3,89 | 2,69 | 1 002    |
| Ourém                           | 61,31 | 13,33 | 12,87 | 2,70 | 2,09 | 25 377   |

### Rio Maior
| Partido                 | Partido                        | Votos  | %               | +/-   |
| ----------------------- | ------------------------------ | ------ | --------------- | ----- |
|                         | Partido Social Democrata       | 5 550  | 49,30 / 100,00  | 14,09 |
|                         | Partido Socialista             | 2 405  | 21,36 / 100,00  | 10,43 |
|                         | CDS – Partido Popular          | 1 454  | 12,92 / 100,00  | 1,22  |
|                         | Coligação Democrática Unitária | 447    | 3,97 / 100,00   | 0,29  |
|                         | Bloco de Esquerda              | 426    | 3,78 / 100,00   | 4,54  |
|                         | Outros                         | 463    | 4,12 / 100,00   |       |
| Votos Inválidos         | Votos Inválidos                | 512    | 4,55 / 100,00   | 1,07  |
| Total                   | Total                          | 11 257 | 100,00 / 100,00 |       |
| Eleitorado/Participação | Eleitorado/Participação        | 18 374 | 61,27 / 100,00  | 1,75  |

| Freguesia            | %     | %     | %     | %     | %    | Votantes |
| Freguesia            | PSD   | PS    | CDS   | CDU   | BE   | Votantes |
| -------------------- | ----- | ----- | ----- | ----- | ---- | -------- |
| Alcobertas           | 63,91 | 7,44  | 17,21 | 1,67  | 2,84 | 1 197    |
| Arrouquelas          | 33,24 | 37,61 | 7,00  | 8,75  | 3,79 | 343      |
| Arruda dos Pisões    | 54,98 | 20,35 | 14,29 | 2,60  | 2,16 | 231      |
| Asseiceira           | 40,45 | 25,23 | 13,91 | 7,24  | 2,60 | 539      |
| Assentiz             | 29,30 | 35,53 | 6,59  | 7,69  | 5,86 | 273      |
| Azambujeira          | 40,76 | 22,27 | 16,39 | 4,20  | 5,46 | 238      |
| Fráguas              | 47,04 | 24,63 | 9,81  | 2,96  | 3,33 | 540      |
| Malaqueijo           | 48,44 | 30,47 | 6,64  | 2,73  | 4,30 | 256      |
| Marmeleira           | 29,81 | 33,96 | 13,21 | 13,58 | 2,64 | 265      |
| Outeiro da Cortiçada | 53,81 | 22,62 | 12,86 | 1,67  | 1,43 | 420      |
| Ribeira de São João  | 52,81 | 19,48 | 14,23 | 4,49  | 3,37 | 267      |
| Rio Maior            | 50,25 | 20,89 | 12,74 | 3,59  | 4,04 | 5 911    |
| São João da Ribeira  | 41,27 | 21,63 | 16,87 | 4,37  | 6,15 | 504      |
| São Sebastião        | 53,85 | 22,71 | 8,79  | 3,30  | 3,66 | 273      |
| Rio Maior            | 49,30 | 21,36 | 12,92 | 3,97  | 3,78 | 11 257   |

### Salvaterra de Magos
| Partido                 | Partido                               | Votos  | %               | +/-   |
| ----------------------- | ------------------------------------- | ------ | --------------- | ----- |
|                         | Partido Socialista                    | 2 997  | 31,80 / 100,00  | 6,57  |
|                         | Partido Social Democrata              | 2 494  | 26,46 / 100,00  | 10,08 |
|                         | Coligação Democrática Unitária        | 1 122  | 11,91 / 100,00  | 1,10  |
|                         | CDS – Partido Popular                 | 1 045  | 11,09 / 100,00  | 2,58  |
|                         | Bloco de Esquerda                     | 796    | 8,45 / 100,00   | 10,10 |
|                         | PCTP/MRPP                             | 197    | 2,09 / 100,00   | 0,21  |
|                         | Partido pelos Animais e pela Natureza | 118    | 1,25 / 100,00   | Novo  |
|                         | Outros                                | 251    | 2,66 / 100,00   |       |
| Votos Inválidos         | Votos Inválidos                       | 404    | 4,28 / 100,00   | 1,01  |
| Total                   | Total                                 | 9 424  | 100,00 / 100,00 |       |
| Eleitorado/Participação | Eleitorado/Participação               | 18 712 | 50,36 / 100,00  | 3,98  |

| Freguesia           | %     | %     | %     | %     | %     | %    | %    | Votantes |
| Freguesia           | PS    | PSD   | CDU   | CDS   | BE    | PCTP | PAN  | Votantes |
| ------------------- | ----- | ----- | ----- | ----- | ----- | ---- | ---- | -------- |
| Foros de Salvaterra | 29,36 | 24,93 | 11,09 | 12,83 | 10,31 | 3,25 | 1,29 | 1 785    |
| Glória do Ribatejo  | 45,14 | 19,96 | 11,54 | 4,57  | 8,56  | 2,83 | 0,94 | 1 378    |
| Granho              | 41,04 | 21,04 | 10,65 | 5,97  | 12,99 | 1,82 | 0,78 | 385      |
| Marinhais           | 30,63 | 30,85 | 7,74  | 12,27 | 7,48  | 1,61 | 1,20 | 2 739    |
| Muge                | 47,44 | 20,99 | 7,53  | 8,01  | 7,21  | 0,64 | 1,60 | 624      |
| Salvaterra de Magos | 22,20 | 33,15 | 13,89 | 13,69 | 7,72  | 1,79 | 1,43 | 2 513    |
| Salvaterra de Magos | 31,80 | 26,46 | 11,91 | 11,09 | 8,45  | 2,09 | 1,25 | 9 424    |

### Santarém
| Partido                 | Partido                               | Votos  | %               | +/-   |
| ----------------------- | ------------------------------------- | ------ | --------------- | ----- |
|                         | Partido Social Democrata              | 12 471 | 38,09 / 100,00  | 10,88 |
|                         | Partido Socialista                    | 8 509  | 25,99 / 100,00  | 8,75  |
|                         | CDS – Partido Popular                 | 4 432  | 13,54 / 100,00  | 1,47  |
|                         | Coligação Democrática Unitária        | 2 595  | 7,93 / 100,00   | 0,23  |
|                         | Bloco de Esquerda                     | 1 760  | 5,38 / 100,00   | 5,71  |
|                         | PCTP/MRPP                             | 400    | 1,22 / 100,00   | 0,09  |
|                         | Partido pelos Animais e pela Natureza | 326    | 1,00 / 100,00   | Novo  |
|                         | Outros                                | 719    | 2,19 / 100,00   |       |
| Votos Inválidos         | Votos Inválidos                       | 1 532  | 4,67 / 100,00   | 1,15  |
| Total                   | Total                                 | 32 744 | 100,00 / 100,00 |       |
| Eleitorado/Participação | Eleitorado/Participação               | 54 325 | 60,27 / 100,00  | 2,59  |

| Freguesia                         | %     | %     | %     | %     | %    | %    | %    | Votantes |
| Freguesia                         | PSD   | PS    | CDS   | CDU   | BE   | PCTP | PAN  | Votantes |
| --------------------------------- | ----- | ----- | ----- | ----- | ---- | ---- | ---- | -------- |
| Abitureiras                       | 39,53 | 37,00 | 7,94  | 5,42  | 2,17 | 0,90 | 0,36 | 554      |
| Abrã                              | 45,32 | 23,97 | 11,66 | 4,11  | 3,28 | 0,49 | 0,16 | 609      |
| Achete                            | 37,91 | 27,78 | 14,38 | 5,56  | 5,34 | 2,51 | 0,65 | 918      |
| Alcanede                          | 57,04 | 15,78 | 13,89 | 2,84  | 3,47 | 0,51 | 0,67 | 2 535    |
| Alcanhões                         | 26,71 | 28,94 | 10,19 | 19,75 | 3,98 | 2,24 | 1,12 | 805      |
| Almoster                          | 24,13 | 37,30 | 11,28 | 13,80 | 4,00 | 1,79 | 0,74 | 949      |
| Amiais de Baixo                   | 31,71 | 40,15 | 6,51  | 7,88  | 3,94 | 1,19 | 0,37 | 1 091    |
| Arneiro das Milhariças            | 28,17 | 41,47 | 7,34  | 5,95  | 5,95 | 1,79 | 0,60 | 504      |
| Azoia de Baixo                    | 44,76 | 14,69 | 9,79  | 14,69 | 6,29 | 2,10 | 2,80 | 143      |
| Azoia de Cima                     | 31,97 | 36,06 | 12,64 | 5,58  | 4,83 | 1,12 | 1,12 | 269      |
| Casével                           | 37,17 | 30,31 | 9,51  | 6,42  | 5,97 | 1,77 | 1,11 | 452      |
| Gançaria                          | 59,54 | 18,50 | 8,38  | 2,02  | 2,31 | 0,87 | 0    | 346      |
| Moçarria                          | 28,55 | 35,65 | 10,48 | 8,23  | 7,90 | 0,65 | 1,29 | 620      |
| Pernes                            | 36,77 | 24,33 | 7,51  | 16,37 | 4,37 | 1,79 | 0,22 | 892      |
| Pombalinho                        | 17,77 | 40,42 | 4,53  | 18,47 | 9,76 | 1,74 | 0,70 | 287      |
| Póvoa da Isenta                   | 30,76 | 26,98 | 12,05 | 15,11 | 4,86 | 2,52 | 1,44 | 556      |
| Póvoa de Santarém                 | 37,87 | 27,81 | 9,17  | 8,28  | 6,51 | 1,48 | 0,89 | 338      |
| Romeira                           | 34,68 | 30,89 | 11,90 | 5,57  | 6,58 | 0,51 | 1,27 | 395      |
| Santa Iria da Ribeira de Santarém | 24,47 | 31,53 | 12,71 | 11,29 | 8,00 | 3,76 | 1,88 | 425      |
| Santarém (Marvila)                | 41,70 | 23,01 | 16,03 | 6,48  | 4,72 | 0,75 | 1,38 | 5 233    |
| Santarém (São Nicolau)            | 38,22 | 21,82 | 17,10 | 6,91  | 6,82 | 1,24 | 1,28 | 4 532    |
| Santarém (São Salvador)           | 38,77 | 22,93 | 16,31 | 6,54  | 6,90 | 0,97 | 1,09 | 5 045    |
| São Vicente do Paul               | 32,73 | 31,02 | 10,45 | 11,59 | 4,32 | 1,25 | 1,25 | 880      |
| Tremês                            | 40,19 | 30,55 | 10,24 | 4,78  | 4,18 | 1,02 | 0,77 | 1 172    |
| Vale de Figueira                  | 18,20 | 34,39 | 11,02 | 22,20 | 4,67 | 1,84 | 0,67 | 599      |
| Vale de Santarém                  | 29,38 | 29,64 | 14,14 | 11,15 | 6,10 | 1,88 | 0,91 | 1 542    |
| Vaqueiros                         | 38,10 | 17,99 | 5,82  | 15,34 | 7,94 | 3,17 | 0    | 189      |
| Várzea                            | 42,48 | 25,23 | 14,81 | 3,82  | 4,40 | 0,81 | 0,69 | 864      |
| Santarém                          | 38,09 | 25,99 | 13,54 | 7,93  | 5,38 | 1,22 | 1,00 | 32 744   |

### Sardoal
| Partido                 | Partido                        | Votos | %               | +/-  |
| ----------------------- | ------------------------------ | ----- | --------------- | ---- |
|                         | Partido Social Democrata       | 1 142 | 45,48 / 100,00  | 8,40 |
|                         | Partido Socialista             | 560   | 22,30 / 100,00  | 7,18 |
|                         | CDS – Partido Popular          | 311   | 12,39 / 100,00  | 0,82 |
|                         | Coligação Democrática Unitária | 120   | 4,78 / 100,00   | 0,32 |
|                         | Bloco de Esquerda              | 115   | 4,58 / 100,00   | 4,33 |
|                         | PCTP/MRPP                      | 42    | 1,67 / 100,00   | 0,05 |
|                         | Partido da Terra               | 29    | 1,15 / 100,00   | -    |
|                         | Outros                         | 81    | 3,24 / 100,00   |      |
| Votos Inválidos         | Votos Inválidos                | 111   | 4,42 / 100,00   | 0,41 |
| Total                   | Total                          | 2 511 | 100,00 / 100,00 |      |
| Eleitorado/Participação | Eleitorado/Participação        | 3 586 | 70,02 / 100,00  | 2,67 |

| Freguesia              | %     | %     | %     | %    | %    | %    | %    | Votantes |
| Freguesia              | PSD   | PS    | CDS   | CDU  | BE   | PCTP | MPT  | Votantes |
| ---------------------- | ----- | ----- | ----- | ---- | ---- | ---- | ---- | -------- |
| Alcaravela             | 54,20 | 16,07 | 12,46 | 3,45 | 3,45 | 1,35 | 1,35 | 666      |
| Santiago de Montalegre | 50,54 | 15,76 | 17,39 | 3,80 | 2,17 | 2,17 | 1,09 | 184      |
| Sardoal                | 41,12 | 26,60 | 11,65 | 5,05 | 5,68 | 1,33 | 1,05 | 1 425    |
| Valhascos              | 43,22 | 19,07 | 12,71 | 7,63 | 2,97 | 4,24 | 1,27 | 236      |
| Sardoal                | 45,48 | 22,30 | 12,39 | 4,78 | 4,58 | 1,67 | 1,15 | 2 511    |

### Tomar
| Partido                 | Partido                               | Votos  | %               | +/-   |
| ----------------------- | ------------------------------------- | ------ | --------------- | ----- |
|                         | Partido Social Democrata              | 9 285  | 40,88 / 100,00  | 10,34 |
|                         | Partido Socialista                    | 5 828  | 25,66 / 100,00  | 6,33  |
|                         | CDS – Partido Popular                 | 2 730  | 12,02 / 100,00  | 0,56  |
|                         | Bloco de Esquerda                     | 1 329  | 5,85 / 100,00   | 6,45  |
|                         | Coligação Democrática Unitária        | 1 270  | 5,59 / 100,00   | 0,16  |
|                         | PCTP/MRPP                             | 279    | 1,23 / 100,00   | 0,06  |
|                         | Partido pelos Animais e pela Natureza | 229    | 1,01 / 100,00   | Novo  |
|                         | Outros                                | 565    | 2,48 / 100,00   |       |
| Votos Inválidos         | Votos Inválidos                       | 1 198  | 5,27 / 100,00   | 0,93  |
| Total                   | Total                                 | 22 713 | 100,00 / 100,00 |       |
| Eleitorado/Participação | Eleitorado/Participação               | 38 070 | 59,66 / 100,00  | 1,48  |

| Freguesia                | %     | %     | %     | %    | %     | %    | %    | Votantes |
| Freguesia                | PSD   | PS    | CDS   | BE   | CDU   | PCTP | PAN  | Votantes |
| ------------------------ | ----- | ----- | ----- | ---- | ----- | ---- | ---- | -------- |
| Além da Ribeira          | 31,99 | 37,50 | 6,78  | 5,51 | 4,66  | 2,33 | 0,64 | 472      |
| Alviobeira               | 46,07 | 25,75 | 9,49  | 5,69 | 3,52  | 0,27 | 0,54 | 369      |
| Asseiceira               | 29,76 | 35,91 | 10,24 | 7,87 | 5,55  | 1,28 | 1,16 | 1 640    |
| Beselga                  | 35,18 | 25,88 | 11,95 | 7,08 | 7,30  | 2,88 | 1,55 | 452      |
| Carregueiros             | 40,88 | 17,45 | 14,15 | 7,70 | 9,91  | 2,20 | 1,10 | 636      |
| Casais                   | 45,65 | 26,74 | 10,52 | 3,09 | 3,24  | 1,42 | 0,24 | 1 264    |
| Junceira                 | 55,67 | 19,09 | 10,54 | 2,98 | 1,79  | 0,80 | 1,39 | 503      |
| Madalena                 | 32,78 | 32,48 | 10,39 | 6,00 | 7,60  | 1,60 | 1,31 | 1 684    |
| Olalhas                  | 59,31 | 14,23 | 11,27 | 1,54 | 2,14  | 0,12 | 0,83 | 843      |
| Paialvo                  | 26,85 | 31,22 | 14,18 | 6,94 | 10,63 | 2,04 | 0,60 | 1 326    |
| Pedreira                 | 45,43 | 28,25 | 8,03  | 2,49 | 8,31  | 1,39 | 0,83 | 361      |
| Sabacheira               | 41,91 | 35,09 | 9,37  | 3,24 | 3,41  | 0,17 | 0,85 | 587      |
| Santa Maria dos Olivais  | 42,62 | 22,63 | 13,17 | 6,74 | 5,23  | 1,01 | 1,14 | 6 941    |
| São Pedro de Tomar       | 39,09 | 24,80 | 12,93 | 6,22 | 6,53  | 1,62 | 1,06 | 1 609    |
| Serra                    | 59,51 | 15,25 | 10,39 | 2,56 | 2,29  | 1,35 | 0,54 | 741      |
| Tomar (São João Batista) | 41,22 | 25,36 | 12,91 | 6,00 | 5,36  | 0,91 | 1,10 | 3 285    |
| Tomar                    | 40,88 | 25,66 | 12,02 | 5,85 | 5,59  | 1,23 | 1,01 | 22 713   |

### Torres Novas
| Partido                 | Partido                        | Votos  | %               | +/-  |
| ----------------------- | ------------------------------ | ------ | --------------- | ---- |
|                         | Partido Social Democrata       | 6 650  | 33,22 / 100,00  | 9,66 |
|                         | Partido Socialista             | 5 577  | 27,86 / 100,00  | 6,62 |
|                         | CDS – Partido Popular          | 2 204  | 11,01 / 100,00  | 1,65 |
|                         | Coligação Democrática Unitária | 1 967  | 9,83 / 100,00   | 0,07 |
|                         | Bloco de Esquerda              | 1 638  | 8,18 / 100,00   | 7,50 |
|                         | PCTP/MRPP                      | 298    | 1,49 / 100,00   | 0,11 |
|                         | Outros                         | 728    | 3,62 / 100,00   |      |
| Votos Inválidos         | Votos Inválidos                | 958    | 4,88 / 100,00   | 1,31 |
| Total                   | Total                          | 20 020 | 100,00 / 100,00 |      |
| Eleitorado/Participação | Eleitorado/Participação        | 32 812 | 61,01 / 100,00  | 1,72 |

| Freguesia                  | %     | %     | %     | %     | %     | %    | Votantes |
| Freguesia                  | PSD   | PS    | CDS   | CDU   | BE    | PCTP | Votantes |
| -------------------------- | ----- | ----- | ----- | ----- | ----- | ---- | -------- |
| Alcorochel                 | 33,76 | 26,80 | 12,89 | 7,73  | 7,99  | 3,61 | 388      |
| Assentiz                   | 39,87 | 32,19 | 7,19  | 4,96  | 5,94  | 1,25 | 1 836    |
| Brogueira                  | 24,61 | 35,25 | 10,65 | 11,19 | 5,24  | 2,44 | 573      |
| Chancelaria                | 53,13 | 20,00 | 8,18  | 2,63  | 4,95  | 0,81 | 990      |
| Lapas                      | 23,59 | 29,40 | 11,30 | 15,81 | 9,83  | 1,23 | 1 221    |
| Meia Via                   | 29,29 | 28,84 | 11,45 | 8,53  | 12,68 | 1,01 | 891      |
| Olaia                      | 27,86 | 32,44 | 10,05 | 11,94 | 7,36  | 1,99 | 1 005    |
| Paço                       | 35,73 | 22,88 | 10,02 | 9,37  | 7,63  | 2,18 | 459      |
| Parceiros de Igreja        | 35,16 | 35,16 | 10,21 | 5,86  | 3,59  | 1,51 | 529      |
| Pedrógão                   | 32,29 | 28,40 | 11,83 | 9,97  | 6,59  | 2,62 | 1 183    |
| Riachos                    | 27,94 | 27,56 | 9,72  | 13,34 | 10,65 | 1,54 | 2 602    |
| Ribeira Branca             | 19,80 | 25,81 | 8,02  | 19,80 | 13,03 | 2,01 | 399      |
| Torres Novas (Salvador)    | 40,09 | 25,50 | 11,38 | 7,80  | 5,87  | 0,55 | 1 090    |
| Torres Novas (Santa Maria) | 34,60 | 24,99 | 15,30 | 7,55  | 7,98  | 1,32 | 2 569    |
| Torres Novas (Santiago)    | 31,66 | 30,54 | 12,66 | 9,31  | 8,01  | 1,86 | 537      |
| Torres Novas (São Pedro)   | 34,39 | 26,59 | 11,70 | 10,24 | 9,03  | 1,14 | 3 155    |
| Zibreira                   | 29,01 | 28,67 | 10,12 | 13,49 | 9,11  | 2,02 | 593      |
| Torres Novas               | 33,22 | 27,86 | 11,01 | 9,83  | 8,18  | 1,49 | 20 020   |

### Vila Nova da Barquinha
| Partido                 | Partido                               | Votos | %               | +/-  |
| ----------------------- | ------------------------------------- | ----- | --------------- | ---- |
|                         | Partido Socialista                    | 1 211 | 29,89 / 100,00  | 7,17 |
|                         | Partido Social Democrata              | 1 199 | 29,60 / 100,00  | 8,91 |
|                         | CDS – Partido Popular                 | 536   | 13,23 / 100,00  | 2,74 |
|                         | Coligação Democrática Unitária        | 417   | 10,29 / 100,00  | 0,07 |
|                         | Bloco de Esquerda                     | 266   | 6,57 / 100,00   | 7,62 |
|                         | PCTP/MRPP                             | 66    | 1,63 / 100,00   | 0,33 |
|                         | Partido da Terra                      | 49    | 1,21 / 100,00   | -    |
|                         | Partido pelos Animais e pela Natureza | 41    | 1,01 / 100,00   | Novo |
|                         | Outros                                | 91    | 2,26 / 100,00   |      |
| Votos Inválidos         | Votos Inválidos                       | 175   | 4,32 / 100,00   | 1,73 |
| Total                   | Total                                 | 4 051 | 100,00 / 100,00 |      |
| Eleitorado/Participação | Eleitorado/Participação               | 6 592 | 61,45 / 100,00  | 0,77 |

| Freguesia              | %     | %     | %     | %     | %     | %    | %    | %    | Votantes |
| Freguesia              | PS    | PSD   | CDS   | CDU   | BE    | PCTP | MPT  | PAN  | Votantes |
| ---------------------- | ----- | ----- | ----- | ----- | ----- | ---- | ---- | ---- | -------- |
| Atalaia                | 31,22 | 26,00 | 12,90 | 13,00 | 5,73  | 1,43 | 1,43 | 0,72 | 977      |
| Moita do Norte         | 29,99 | 27,42 | 14,55 | 12,42 | 7,36  | 1,42 | 0,80 | 1,24 | 1 127    |
| Praia do Ribatejo      | 29,46 | 34,25 | 11,31 | 7,24  | 6,73  | 1,73 | 1,53 | 1,02 | 981      |
| Tancos                 | 44,44 | 21,57 | 8,50  | 4,58  | 13,07 | 0    | 0    | 0,65 | 153      |
| Vila Nova da Barquinha | 25,95 | 32,84 | 15,01 | 8,86  | 5,04  | 2,34 | 1,35 | 1,11 | 813      |
| Vila Nova da Barquinha | 29,89 | 29,60 | 13,23 | 10,29 | 6,57  | 1,63 | 1,21 | 1,01 | 4 051    |